# Guaifer de Salerne
Guaifer de Salerne  (mort à Teano en 880) prince de Salerne de 861 à 880.

## Origine
Guaifer est le fils du noble Daufer Mutus et le beau-frère de Sicard de Bénévent qui avait épousé sa sœur Adelchisa. Après l'usurpation de Radelchis à Bénévent il se réfugie à Salerne puis se met  sous la protection du duc André II de Naples.

## Règne
Avec l'aide du comte Landon II de Capoue, dont il avait épousé la sœur Landelaicha, il forme une conspiration contre le prince Adémar de Salerne. Mettant à profit le mécontentement populaire suscité par la réputation d'avarice du prince, il s'empare du palais avec des conjurés, emprisonne Adémar et se fait proclamer prince en 861. Le comte et l'évêque Landolf reconnaissent alors la suzeraineté du prince de Salerne qu'ils viennent d'établir sur le trône quitte à entrer en conflit avec lui dès 863. Entretemps, le roi d'Italie et empereur Louis II le Jeune exige la libération d'Adémar qu'il considère comme son vassal. Guaifer est contraint d'accepter et il le renvoie son prisonnier à l'empereur après l'avoir fait préalablement aveugler.
La principauté de Salerne doit ensuite faire face à la menace que font peser sur le littoral italien les musulmans. Après le bref emprisonnement de Louis II par le prince de Bénévent, Abd Allah wali de la « Grande terre » c'est-à-dire du continent, pour le compte de l'émir de Kairouan Mohammed ibn Ahmed envahit la Campanie en 872 avec une armée de 20 à 30 000 hommes ravage la région et met le siège devant Salerne. Guaifer, assiégé dans sa capitale, envoie son fils Guaimar vers l'empereur pour lui témoigner sa soumission et implorer son aide. Louis II garde le jeune Guaimar en otage et accompagné par le  prince Adalgis de Bénévent avec qui il s'est réconcilié, ils marchent au secours de Salerne. Ils écrasent l'armée des envahisseurs sur les  bords du Volturno près de Capoue pendant que les Lombards les battent à Suessula. Abd el Malek le successeur d'Abd Allah, mort pendant le siège et dont l'armée est presque totalement détruite est contraint de se retirer en Calabre
En 877, Guaifier associe son fils aîné Guaimar au trône. Malade, en août 880, il décide alors de se retirer au monastère du mont Cassin, mais la même année, il meurt à Teano, où il est inhumé.

## Union et postérité
Après s'être débarrassé par un meurtre de sa première épouse soupçonnée d'adultère, il épouse en 856 Landelaicha de Capoue dont :
- Guaimar Ier de Salerne ;
- une fille épouse de Pulchari Préfet d'Amalfi ;

## Sources
- Jules Gay L'Italie méridionale et l'Empire byzantin depuis l'avènement de Basile Ier jusqu'à la prise de Bari par les Normands (867-1071) Albert Fontemoing éditeur, Paris 1904 p. 636.
- Jules Gay  «  L'État Pontifical, les Byzantins et les Lombards sur le littoral campanien (d'Hadrien Ier à Jean VIII) » Dans: Mélanges d'archéologie et d'histoire T. 21, 1901. p. 487-508.
- (en) Guaifer sur le site Medival Lands
- (it) Guaifèrio principe di Salerno